# Letòon
El Letòon (Λητῶον en grec antic), de vegades llatinitzat com Letòum, va ser un santuari dedicat a Leto, prop de l'antiga ciutat de Xantos, a Lícia. Va ser un dels centres religiosos més importants de la regió. El lloc és al sud del llogaret Kumluova al districte de Fethiye de la província d'Antalya, Turquia. És a uns quatre quilòmetres al sud de Xantos al llarg del riu Xantos. Està inscrit a la llista del Patrimoni de la Humanitat de la UNESCO des del 1988.